# قاسیطه
قاسیطه (به فرانسوی: Kassita) یک شهرک در مراکش است که در استان دریوش واقع شده‌است. قاسیطه ۲٬۱۲۶ نفر جمعیت دارد.